# Estela Quesada
Estela Quesada (1924–2011) là một giáo viên, luật sư và chính trị gia người Costa Rica. Bà là một trong ba phụ nữ đầu tiên được bầu vào cơ quan lập pháp của Costa Rica trong cuộc bầu cử đầu tiên sau khi phụ nữ đạt được sự thông báo. Bà là người phụ nữ đầu tiên giữ vị trí cấp nội các ở Costa Rica với tư cách là Bộ trưởng Bộ Giáo dục và sau đó là người phụ nữ đầu tiên giữ chức Bộ trưởng Bộ Lao động và An sinh Xã hội. Bà được giới thiệu vào Phòng trưng bày của Viện Phụ nữ Quốc gia với tư cách là Người phụ nữ xuất sắc của Costa Rica năm 2009.

## Tiểu sử
Estela Quesada Hernández sinh ngày 24 tháng 6 năm 1924 tại Alajuela, Costa Rica để Augusto Quesada Cabezas và Eneida Hernández Sanabria  bà đã tham dự trường học đầu tiên tại Escuela Bernardo Soto và sau đó là Instituto de Alajuela, trước khi đạt được giấy phép giảng dạy của mình từ Escuela Bình thường de Heredia. Bà là một trong hai giáo viên đầu tiên giảng dạy tại Escuela Juan Chavez Rojas ở vùng nông thôn ngày nay là Ciudad Quesada , nơi ở một vùng xa xôi của San Carlos vào thời điểm bà phải đi qua sông và cưỡi ngựa. Không có cơ hội giáo dục trung học trong khu vực, vì vậy bà đã thành lập một trường bổ sung, vì cuối cùng bà đã trở thành Liceo San Carlos.
bà trở về Alajuela và bắt đầu học luật tại Đại học Costa Rica, đồng thời giảng dạy tại Escuela León Vargas. Vào cuối những năm 1940, bà đã tham gia thúc đẩy quyền bầu cử cho phụ nữ và khi nó thành công vào năm 1949, bà bắt đầu nhìn vào chính trị. Năm 1950, bà được thăng chức làm chủ tịch Hiệp hội Giáo dục Quốc gia (ANDE). Năm 1953 là một năm mang tính bước ngoặt đối với Quesada, khi bà hoàn thành chương trình luật và giành được một trong ba ghế đầu tiên từng được trao cho một phụ nữ trong cơ quan lập pháp của Costa Rica. Bà đã giành được chức danh phó chủ tịch lập pháp và năm 1957 trở thành người phụ nữ đầu tiên trong lịch sử của đất nước lãnh đạo công việc của quốc hội. Khi Mario E Vendi Jiménez được bầu làm tổng thống, ông đã bổ nhiệm Quesada làm Bộ trưởng đầu tiên trong lịch sử của đất nước. Với tư cách là Bộ trưởng Bộ Giáo dục, bà đã thiết lập một hệ thống dựa trên thành tích cho những người thừa kế giáo viên, loại bỏ các quy định về trang phục tốn kém, cải thiện giáo dục công cộng và đặc biệt tập trung vào việc cải thiện tỷ lệ hoàn thành giáo dục nông thôn.
Sau khi hoàn thành nhiệm kỳ được bầu, Quesada chuyển đến San Francisco, California, nơi bà đứng đầu lãnh sự quán Costa Rica và đại diện cho đất nước tại Liên Hợp Quốc trong một thập kỷ. Bà trở lại Canton of San Carlos và mở một thực hành pháp luật và được bầu làm người đứng đầu Đô thị San Carlos từ năm 1970 đến 1974. Sau cuộc bầu cử của Tổng thống Rodrigo Carazo Odio, bà lại được mời phục vụ ở cấp liên bang và trở thành người phụ nữ đầu tiên lãnh đạo Bộ Lao động và An sinh xã hội. Năm 1991, bà đã đưa ra một thách thức đối với Tòa án bầu cử tối cao và đã thắng kiện vì cho rằng các cơ quan hành pháp và lập pháp của đất nước đã quản lý nợ một cách bất hợp pháp. Đó là một quyết định mang tính bước ngoặt đối với Costa Rica, nhưng bà đã từ chối cơ hội tranh cử chức phó tổng thống sau chiến thắng của mình.
Trong suốt sự nghiệp dài của mình, bà đã giành được nhiều giải thưởng và danh dự. Công việc của bà được ANDE công nhận vào năm 1986, bà được vinh danh bởi Bàn tròn Pan American năm 2003, hiệp hội luật sư vinh danh bà là Luật sư của Tuần lễ năm 2005, Đô thị Alajuela đã chỉ định bà là Con gái yêu thích của Lễ kỷ niệm Ngày Quốc tế Phụ nữ 2007, trong số nhiều giải thưởng khác Viện Phụ nữ Quốc gia và Hội đồng Bảo trợ Xã hội đã tham gia để gọi bà là một trong những "Phụ nữ xuất sắc của Costa Rica" năm 2009.
Quesada qua đời vào ngày 18 tháng 3 năm 2011 tại Costa Rica.